# Rebel Inc. (joc video)
Rebel Inc. este un joc video de strategie dezvoltat și lansat de Ndemic Creations pentru iOS în decembrie 2018. Acesta a fost ulterior portat pe Android în februarie 2019. O versiune Microsoft Windows și macOS a fost lansată pe Steam ca Rebel Inc: Escalation pe octombrie 2019. Scopul jocului este de a stabiliza o regiune a unei țări, împiedicând în același timp insurgenții să preia controlul.

## Gameplay
Jucătorul preia controlul unei operațiuni însărcinate cu stabilizarea unei regiuni a unei țări devastate de război. Jucătorii lucrează cu un buget lunar pentru a oferi populației servicii, locuri de muncă, infrastructură și alte astfel de facilități pentru a obține sprijinul lor. În cele din urmă, o insurgență începe în regiune, iar jucătorul trebuie să finanțeze inițiative militare pentru a o înăbuși. Mai târziu, pacea poate fi negociată cu liderii insurgenților. Jocul prezintă multe elemente strategice, cum ar fi bugetarea, evenimentele aleatorii, negocierea păcii, echilibrarea inițiativelor civile și militare, contramecanisme precum inflația, corupția și preocupările locale. Jocul prezintă mai mulți guvernatori care au abilități diferite, cum ar fi Warlord care folosește o miliție personală în război sau Economistul care ajută la prioritizarea veniturilor jucătorului, dar dă întregul său buget anual. Jocul prezintă moduri multiplayer, cum ar fi modurile VS & Co-Op, precum și un mod Campanie. Modul Campanie al jocului, lansat în 2020, este despre adaptarea insurgenței și a altor tactici pentru contrainsurgenți. Jocul are o colecție de scenarii personalizate, precum și un creator pentru a le crea. Fiecare regiune a jocului are condiții geografice diferite. Jucătorul trebuie să investească în inițiative civice pentru a-și îmbunătăți reputația și a stabiliza țara, deși, cu cât sunt luate mai multe inițiative, cu atât crește corupția și inflația. Regiunile jocului sunt inspirate de geografia Afganistanului. Jocul cere, de asemenea, jucătorului să dezvolte infrastructura, precum și crearea de locuri de muncă în industrii. Alte mecanici de joc includ investiții în educație, crearea unei armate și construirea de drumuri. Jocul conține un tab guvernare, în care pot fi create măsuri anticorupție guvernamentale și financiare.

## Dezvoltare
Jocul a fost lansat pe 8 decembrie 2018 pe dispozitivele iOS. O versiune a jocului pentru dispozitivele Android a fost lansată pe 11 februarie 2019. Pe 15 octombrie 2019, o versiune Windows PC numită Rebel Inc: Escalation. Într-o actualizare a jocului, versiunea 1.8 a adăugat o altă regiune numită „Opium Trail”, care se referă la prevenirea comerțului cu opiu. Unele dintre simulările jocului au fost inspirate de situația politică din Afganistan. În 2020, Ndemic Creations a început un program de testare beta pentru dispozitivele Android și iOS pentru a aduce modul de campanie pe aceste dispozitive.
Jocul a primit mai multe actualizări gratuite, precum și DLC-uri plătite.

## Recepție
Mike Holmes de la Gamereactor⁠(d) i-a dat lui Rebel Inc. o notă de 9/10, „apreciind profunzimea, implicarea, ritmul excelent, jocul variat, subiectul foarte interesant și valoarea excelentă a banilor, dar găsind strategiile câștigătoare prea ușor de folosit.” Dick Page de la Pocket Tactics i-a dat cinci stele din cinci, găsindu-l o „continuare spirituală inițial obtuză, dar în cele din urmă foarte satisfăcătoare a unuia dintre cele mai mari succese mobile”. El i-a dat, de asemenea, un rating de 9/10. Într-o recenzie 148.apps, Campbell Bird a descris jocul ca fiind „distractiv, dar dacă jucătorul găsește o strategie care funcționează în joc, aceasta este aplicabilă practic în fiecare parte a jocului”.
Rebel Inc. a primit laude din partea lui Said Tayeb Jawad, un diplomat care a servit apoi ca ambasador al Afganistanului în Regatul Unit. Jawad a numit jocul „sofisticat și captivant”.

### Descărcări
Împreună cu Plague Inc., a fost unul dintre cele mai descărcate jocuri de pe App Store în 2020. A fost, de asemenea, unul dintre cele mai descărcate jocuri plătite de pe dispozitivele iOS în Hong Kong.